# Комерциална банка (Щип)
„Комерциална банка“ (на македонска литературна норма: „Комерцијална банка“) е къща в град Щип, Северна Македония. Къщата е обявена за значимо културно наследство на Северна Македония.
Сградата е разположена на улица „Маршал Тито“ и е в много добро състояние и се използва за банков офис. Състои се от приземие и етаж.